# Laguna Achibueno
La laguna Achibueno es un cuerpo superficial de agua ubicado en la alta cordillera de la Región del Maule cuyo emisario es el río Achibueno.

## Ubicación y descripción
Está a unos 95 kilómetros de la ciudad de Linares. Es descrita como "[de] aguas cálidas, arenas rubias y espectacular entorno cordillerano a los pies del Nevado de Longaví."

## Población y economía
La laguna pertenece al santuario de la naturaleza del Cajón del río Achibueno.